# Takashi Yorino
Takashi Yorino (jap. 従野孝司 Yorino Takashi; ur. 10 października 1950) – japoński kierowca wyścigowy.

## Kariera
Yorino rozpoczął karierę w międzynarodowych wyścigach samochodowych w 1973 roku od startów w Japońskiej Formule 2000, gdzie jednak nie zdobywał punktów. W późniejszych latach Japończyk pojawiał się także w stawce World Challenge for Endurance Drivers, IMSA Camel GTO, FIA World Endurance Championship, All Japan Sports-Prototype Championship, World Sports-Prototype Championship, All Japan Sports Prototype Car Endurance Championship, 24-godzinnego wyścigu Le Mans, Fuji Long Distance Series, IMSA Camel GTP Championship, Japanese Touring Car Championship oraz Sportscar World Championship.